# Pokal Slovenije 2014/15
Der Pokal Slovenije 2014/15 war die 24. Austragung des slowenischen Fußballpokalwettbewerbs der Herren. Pokalsieger wurde der FC Luka Koper, der sich im Finale gegen den NK Celje durchsetzte. Titelverteidiger ND Gorica schied im Viertelfinale aus.
Durch den Sieg im Finale qualifizierte sich Luka Koper für die 1. Qualifikationsrunde der UEFA Europa League 2015/16.

## Teilnehmer
| Nogometna Liga 2013/14 |
| ---------------------- |
| NK Maribor             |
| FC Luka Koper          |
| NK Rudar Velenje       |
| ND Gorica              |
| NK Zavrč               |
| NK Domžale             |
| NK Olimpija Ljubljana  |
| NK Celje               |
| NK Krka                |
| ND Triglav Kranj       |

| Sieger des Regionalpokals | Sieger des Regionalpokals         |
| ------------------------- | --------------------------------- |
| MNZ Celje                 | NK Šmarje pri Jelšah, NK Šmartno  |
| MNZ Koper                 | NK Jadran Dekani, NK Tabor Sežana |
| MNZG Kranj                | NK Zarica Kranj, NK Šenčur        |
| MNZ Lendava               | NK Odranci, NK Nafta Lendava      |
| MNZ Ljubljana             | NK Dob, NK Radomlje               |
| MNZ Maribor               | NK Korotan Prevalje, NK Lenart    |
| MNZ Murska Sobota         | NK Tromejnik, NK Veržej           |
| MNZ Nova Gorica           | ND Adria, NK Brda Dobrovo         |
| MNZ Ptuj                  | NK Drava Ptuj, NK Aluminij        |

## Modus
In den ersten beiden Runden wurde der Sieger in einem Spiel ermittelt. Stand es nach der regulären Spielzeit von 90 Minuten unentschieden, kam es zur Verlängerung von zweimal 15 Minuten und falls danach immer noch kein Sieger feststand zum Elfmeterschießen.
Mannschaften, die sich aus dem gleichen Regionalpokal qualifiziert hatten, konnten in den beiden ersten Runden nicht aufeinander treffen. Unterklassige Teams hatten bis zum Achtelfinale Heimrecht. Im Viertel- und Halbfinale wurden die Sieger in Hin- und Rückspiel ermittelt.

## 1. Runde
| Datum                 |                      | Ergebnis  |                       |
| --------------------- | -------------------- | --------- | --------------------- |
| 19.08.2014, 16:00 Uhr | NK Tabor Sežana      | 2:0       | NK Aluminij           |
| 20.08.2014, 16:00 Uhr | NK Šmartno           | 0:5       | NK Domžale            |
| 20.08.2014, 16:00 Uhr | NK Tromejnik         | 0:4       | NK Olimpija Ljubljana |
| 20.08.2014, 16:00 Uhr | NK Drava Ptuj        | 2:3 n. V. | NK Veržej             |
| 20.08.2014, 16:00 Uhr | NK Nafta Lendava     | 0:1 n. V. | NK Šenčur             |
| 20.08.2014, 16:00 Uhr | NK Odranci           | 0:4       | NK Zarica Kranj       |
| 20.08.2014, 16:00 Uhr | NK Dob               | 1:6       | NK Velje              |
| 20.08.2014, 16:00 Uhr | NK Šmarje pri Jelšah | 2:4       | NK Zavrč              |
| 20.08.2014, 16:00 Uhr | NK Jadran Dekani     | 0:2       | NK Zavrč              |
| 20.08.2014, 17:00 Uhr | NK Adria             | 1:6       | NK Radomlje           |
| 20.08.2014, 18:00 Uhr | NK Korotan Prevalje  | 2:0 n. V. | NK Brda Dobrovo       |

## Achtelfinale
In dieser Runde stiegen die vier Europacup-Teilnehmer NK Maribor, FC Luka Koper, NK Rudar Velenje und ND Gorica ein.
| Datum                 |                     | Ergebnis               |                       |
| --------------------- | ------------------- | ---------------------- | --------------------- |
| 16.09.2014, 16:00 Uhr | NK Zarica Kranj     | 1:2                    | NK Celje              |
| 16.09.2014, 18:00 Uhr | NK Korotan Prevalje | 0:4                    | NK Olimpija Ljubljana |
| 17.09.2014, 16:00 Uhr | ND Triglav Kranj    | 3:3 n. V., (3:4 i. E.) | NK Domžale            |
| 17.09.2014, 16:00 Uhr | NK Tabor Sežana     | 0:1                    | FC Luka Koper         |
| 17.09.2014, 17:00 Uhr | NK Šenčur           | 0:2                    | NK Zavrč              |
| 17.09.2014, 17:00 Uhr | NK Rudar Velenje    | 0:1                    | NK Krka               |
| 08.10.2014, 15:00 Uhr | NK Veržej           | 0:2                    | ND Gorica             |
| 28.10.2014, 20:00 Uhr | NK Maribor          | 1:0                    | NK Radomlje           |

## Viertelfinale
Die Hinspiele fanden am 22. Oktober und 19. November 2014 statt, die Rückspiele am 28. und 29. Oktober, sowie am 3. Dezember 2014.
|            | Gesamt |                       | Hinspiel | Rückspiel |
| ---------- | ------ | --------------------- | -------- | --------- |
| NK Zavrč   | 3:5    | NK Celje              | 2:3      | 1:2       |
| ND Gorica  | 4:5    | FC Luka Koper         | 3:1      | 1:4 n. V. |
| NK Domžale | 3:1    | NK Olimpija Ljubljana | 0:1      | 3:1       |
| NK Krka    | 3:6    | NK Maribor            | 1:2      | 2:4       |

## Halbfinale
Die Hinspiele fanden am 14. und 15. April 2015 statt, die Rückspiele am 21. und 22. April 2015.
|               | Gesamt |            | Hinspiel | Rückspiel |
| ------------- | ------ | ---------- | -------- | --------- |
| FC Luka Koper | 2:1    | NK Domžale | 1:0      | 1:1       |
| NK Maribor    | 2:3    | NK Celje   | 2:3      | 0:0       |

## Finale
| Paarung        | FC Luka Koper – NK Celje |
| Ergebnis       | 2:0 (1:0) |
| Datum          | 20. Mai 2015 um 20:30 Uhr |
| Stadion        | Stadion Bonifika, Koper |
| Zuschauer      | 3.000 |
| Schiedsrichter | Slavko Vinčić |
| Tore           | 1:0 Denis Halilović (6.) 2:0 Jaka Stromajer (87.) |
| FC Luka Koper  | Vasja Šimčič – Denis Sme, Damir Hadžić, Denis Halilović, Matej Palčič – Ivica Guberac, Domen Crnigoj, Marko Krivičić, Goran Galešić (88. Miha Gregorič) – Amar Rahmanović (84. Jaka Stromajer), Mitja Lotrič (65. Matej Pucko) Cheftrainer: Rodolfo Vanoli  |
| NK Celje       | Amel Mujčinović – Tilen Klemenčič, Ramón Soria, Tadej Vidmajer, Marko Jakolić – Igor Jugović (73. Jiří Jeslínek), Danijel Miškić, Jon Šporn (46. Valon Ahmedi) – Gregor Bajde (46. Ivan Lendrić), Benjamin Vervič, Sunny Omoregie Cheftrainer: Simon Rožman |
| Gelbe Karten   | Domen Crnigoj, Ivica Guberac, Damir Hadžić, Matej Palčič, Marko Krivičić, Vasja Šimčič, Denis Halilović, Matej Palčič, Matej Pucko – Ramón Soria, Igor Jugović, Danijel Miškić, Benjamin Vervič                                                             |